# Sylt1
Sylt1 ist ein privater Fernsehsender in Hamburg und Schleswig-Holstein. Er wurde von der Medienanstalt Hamburg/Schleswig-Holstein als Vollprogramm lizenziert. Seit 2010 strahlt der Sender sein Programm unter dem Motto „Sylt1 – das Sylter Fernsehen“ in den Kabelnetzen von Hamburg und Schleswig-Holstein aus.
Geschäftsführer und Chefredakteur ist der Kölner Medienunternehmer Axel Link. Gesellschafter sind die BbG Betriebsberatung Bayreuth (50 %), Heike Holst (25 %) und Axel Link (25 %).

## Programm
Sylt1 hat täglich aktuelle Nachrichten mit regionalen Wetterinformationen und Veranstaltungstipps im Programm. Mit dem Magazin Syltzeit wird täglich ab 19:00 Uhr eine neue Sendestunde gestartet, die im 24-Stunden-Schleifenbetrieb wiederholt wird. Zusätzliche Sendungen sind Hamburg meets Sylt und die Sylt-Reportage. Sämtliche Beiträge und Sendungen können auch in der Mediathek des Senders abgerufen werden.

## Verbreitung
Der Sender wird in die digitalen Kabelnetze von Vodafone Kabel Deutschland (S03) und wilhelm.tel (Kanal 47) eingespeist, sowie als Livestream auf der Homepage des Senders angeboten. Seit dem 1. August 2023 ist Sylt 1 in HD auch auf Zattoo empfangbar.